# Дмитар (казнац)
Дмитар (ум. 1321) или Димитрије, је био српски племић који је служио краљевима Стефану Милутину и Стефану Дечанском (р. 1321—1331), са титулом казнац.
Титулар је био међу првима на српском двору, бринући се о државним финансијама. Стефан Дечански је, пошто је постао краљ, дозволио Дмитру да поклони (као метохију) своје село Брчеле (код Бара, Црна Гора) манастиру Светог Николе на острву Врањина.